# Hoge Vonder
De Hoge Vonder was een brug over de voormalige stadsgracht van Eindhoven. Deze brug liep over de stadsgracht tussen de Grote Berg en de Kerkstraat. De Grote Berg bood via deze kleine brug toegang tot de stad. Tegen het einde van de 16e eeuw werd de Hoge Vonder ook aangeduid als de (nieuwe) Gestelse Poort.
Ten zuidwesten van de omgrachte stad zou in de 16e eeuw een stadspoort met een brug over de gracht hebben gelegen. Tegen
het einde van het beleg van Eindhoven in 1583 moet de bebouwing buiten de stadspoort zijn vervangen door een bastion dat werd omringd door een gracht. Resten van deze gracht zijn mogelijk aangetroffen tijdens een archeologische opgraving die in 1988 werd uitgevoerd door de Archeologische Werkgemeenschap Eindhoven.